# Giro del Belvedere
Der Giro del Belvedere ist ein italienisches Eintagesrennen im Straßenradsport für U23-Männer.
Das Rennen wird jährlich in der Provinz Treviso (Region Venetien) ausgetragen. Start- und Zielort ist Villa di Villa, ein Ortsteil von Cordignano.
Der Wettbewerb wurde erstmals 1932 ausgetragen. Erst 1952 fand eine weitere Austragung statt. Nach erneuter Unterbrechung wird das Rennen seit 1959 im jährlichen Turnus ausgetragen. Seit 2005 ist Teil der UCI Europe Tour in der UCI-Kategorie 1.2, seit 2008 ist das Rennen ausschließlich für U23-Fahrer bestimmt.
Die Strecke führt in verschiedenen Runden, die jeweils mehrfach durchfahren werden, durch die Ausläufer der Südlichen Karnische Alpen. Im letzten Teil des Rennens wird zweimal einen Rundkurs mit je 17,3 km bewältigt, darunter der Anstieg nach Montaner, einen Ortsteil von Sarmede (Länge 1,4 km bei 11,4 % durchschnittlicher Steigung).

## Palmarès (ab 2001)
| Jahr | Sieger                          | Zweiter             | Dritter                         |          |
| ---- | ------------------------------- | ------------------- | ------------------------------- | -------- |
| 2001 | Jaroslaw Popowytsch             | Michele Scarponi    | Giampaolo Caruso                |          |
| 2002 | David Garbelli                  | Daniele Pietropolli | Michail Wiktorowitsch Timoschin |          |
| 2003 | Alexander Jurjewitsch Baschenow | Denys Kostjuk       | Tomaž Nose                      |          |
| 2004 | Claudio Corioni                 | Tomaž Nose          | Janez Brajkovič                 |          |
| 2005 | Gianluca Coletta                | Gene Bates          | Ashley Humbert                  |          |
| 2006 | Fabrizio Galeazzi               | Luca Zanderigo      | Ashley Humbert                  |          |
| 2007 | Simone Stortoni                 | Hrvoje Miholjević   | Matija Kvasina                  |          |
| 2008 | Davide Malacarne                | Matteo Collodel     | Pierpaolo De Negri              |          |
| 2009 | Sacha Modolo                    | Nicola Boem         | Matteo Collodel                 |          |
| 2010 | Sjarhej Papok                   | Angelo Pagani       | Luca Benedetti                  |          |
| 2011 | Nicola Boem                     | Salvatore Puccio    | Enrico Battaglin                |          |
| 2012 | Daniele Dall'Oste               | Enrico Barbin       | Stanislau Baschkou              |          |
| 2013 | Stefan Küng                     | Silvio Herklotz     | Mitchell Mulhern                |          |
| 2014 | Simone Andreetta                | Silvio Herklotz     | Luca Chirico                    |          |
| 2015 | Andrea Vendrame                 | Gregor Mühlberger   | Geoffrey Curran                 |          |
| 2016 | Patrick Müller                  | Nicola Bagioli      | Josip Rumac                     |          |
| 2017 | Aljaksandr Rabuschenka          | Lucas Hamilton      | Matteo Fabbro                   |          |
| 2018 | Robert Stannard                 | Christian Scaroni   | Matteo Sobrero                  |          |
| 2019 | Samuele Battistella             | Giovanni Aleotti    | Matteo Sobrero                  |          |
| 2020 | abgesagt                        | abgesagt            | abgesagt                        | abgesagt |
| 2021 | Juan Ayuso                      | Viktor Potočki      | Alexandre Balmer                |          |
| 2022 | Romain Grégoire                 | Federico Guzzo      | Per Strand Hagenes              |          |
| 2023 | Johannes Staune-Mittet          | Davide De Pretto    | Loe van Belle                   |          |
| 2024 | Gal Glivar                      | Davide Donati       | Ludovico Crescioli              |          |
| 2025 | Lorenzo Finn                    | Jakob Omrzel        | Marco Schrettl                  |          |

## Sieger (bis 2000)
| Jahr      | Sieger                | Zweiter             | Dritter            |
| --------- | --------------------- | ------------------- | ------------------ |
| 1923      | Alfonso Piccin        | Alfonso Piccin      | Alfonso Piccin     |
| 1924–1951 | keine Austragung      | keine Austragung    | keine Austragung   |
| 1952      | Vito Favero           | Vito Favero         | Vito Favero        |
| 1953–1958 | keine Austragung      | keine Austragung    | keine Austragung   |
| 1959      | Claudio Zanchetta     | Claudio Zanchetta   | Claudio Zanchetta  |
| 1960      | Antonio Dal Cin       | Antonio Dal Cin     | Antonio Dal Cin    |
| 1961      | Claudio Zanchetta     | Claudio Zanchetta   | Claudio Zanchetta  |
| 1962      | Giorgio Gobessi       | Giorgio Gobessi     | Giorgio Gobessi    |
| 1963      | Mario Zanin           | Mario Zanin         | Mario Zanin        |
| 1964      | Gianfranco Gallon     | Gianfranco Gallon   | Gianfranco Gallon  |
| 1965      | Ezio Piccoli          | Ezio Piccoli        | Ezio Piccoli       |
| 1966      | Silvano Riccato       | Silvano Riccato     | Silvano Riccato    |
| 1967      | Dino Pulze            | Dino Pulze          | Dino Pulze         |
| 1968      | Lucillo Lievore       | Lucillo Lievore     | Lucillo Lievore    |
| 1969      | Mosè Segato           | Mosè Segato         | Mosè Segato        |
| 1970      | Flavio Martini        | Flavio Martini      | Flavio Martini     |
| 1971      | Alessio Peccolo       | Alessio Peccolo     | Alessio Peccolo    |
| 1972      | Natalino Bonan        | Natalino Bonan      | Natalino Bonan     |
| 1973      | Mosè Segato           | Mosè Segato         | Mosè Segato        |
| 1974      | Flavio Martini        | Flavio Martini      | Flavio Martini     |
| 1975      | Adriano Brunello      | Adriano Brunello    | Adriano Brunello   |
| 1976      | Tullio Bertacco       | Tullio Bertacco     | Tullio Bertacco    |
| 1977      | Gastone Martini       | Gastone Martini     | Gastone Martini    |
| 1978      | Gianni Biason         | Gianni Biason       | Gianni Biason      |
| 1979      | Giovanni Renosto      | Giovanni Renosto    | Giovanni Renosto   |
| 1980      | Gianni Giacomini      | Gianni Giacomini    | Gianni Giacomini   |
| 1981      | Claudio Argentin      | Claudio Argentin    | Claudio Argentin   |
| 1982      | Massimo Favarretto    | Massimo Favarretto  | Massimo Favarretto |
| 1983      | Silvio Martinello     | Silvio Martinello   | Silvio Martinello  |
| 1984      | Renato Piccolo        | Renato Piccolo      | Renato Piccolo     |
| 1985      | Luděk Štyks           | Luděk Štyks         | Luděk Štyks        |
| 1986      | Maurizio Fondriest    | Maurizio Fondriest  | Maurizio Fondriest |
| 1987      | Federico Savoia       | Federico Savoia     | Federico Savoia    |
| 1988      | Flavio Milan          | Flavio Milan        | Flavio Milan       |
| 1989      | Lars Wahlqvist        | Gianluca Pianegonda | Lucio Gusella      |
| 1990      | Ivan Gotti            | Gianluca Tarocco    | Daniele Bruschi    |
| 1991      | Carlo Benigni         | Wladimir Belli      | Ennio Grava        |
| 1992      | Marco Artunghi        | Mauro Bettin        | Stefano Checchin   |
| 1993      | Alessandro Bertolini  | Roger Schär         | Mauro Bettin       |
| 1994      | Alessandro Baronti    | Marco Bellini       | Daniele Sgnaolin   |
| 1995      | Biagio Conte          | Mauro Silvestri     | Daniele Sgnaolin   |
| 1996      | Gorazd Štangelj       | Alexander Fedenko   | Nicola Castaldo    |
| 1997      | Emanuele Lupi         | Nicola Castaldo     | Claudio Ainardi    |
| 1998      | Pietro Caucchioli     | Antonio Salomone    | Flavio Zandarin    |
| 1999      | Dimitri Parfimowitsch | Antonio Salomone    | Wolodymyr Hustow   |
| 2000      | Giampaolo Caruso      | Jaroslaw Popowytsch | Damiano Cunego     |